# Puglia Channel
Puglia Channel est une chaîne de télévision régionale privée italienne, émettant à partir de la région des Pouilles. Son siège est établi à Castellana Grotte, dans la province de Bari.

## Historique
Cette chaîne de format généraliste est créée en 2003 par Vito Zivoli (fondateur de Telenorba). Diffusée par câble et par satellite en Europe, Moyen-Orient, Afrique du Nord et en Amérique du Nord, elle n'est pas cryptée et peut donc être reçue par n'importe quel terminal numérique. Elle est également reprise dans la numérotation du bouquet italien Sky.
Puglia Channel se donne pour mission de mettre en valeur la culture et les traditions apuliennes. Sa grille des programmes est constituée d'émissions reprises de plusieurs chaînes de télévision locales (Telerama, L'A TV, BS Television, Tele Bari, etc.) qui peuvent ainsi accroître leur visibilité.
Les programmes-phares sont essentiellement le Telegiornale (journal télévisé), Dalla Puglia con... (libre antenne), Punto Verde (cuisine, terroir, actualités agricoles), Opinioni e Confronti (débats) et Puglia Channel Sport.
Lors de la saison 2009-2010, Puglia Channel a acquis auprès de la Lega Pro le droit de retransmettre tous les matchs du club de football de Foggia (Unione Sportiva Foggia).

## Sources
- (it) Cet article est partiellement ou en totalité issu de l’article de Wikipédia en italien intitulé « Puglia Channel » (voir la liste des auteurs).